# Uncobius tolucanus
Uncobius tolucanus är en mångfotingart som beskrevs av Chamberlin R. 1943. Uncobius tolucanus ingår i släktet Uncobius och familjen stenkrypare. Inga underarter finns listade i Catalogue of Life.